# Poskea socotrana
Poskea socotrana är en grobladsväxtart som först beskrevs av I. B. Balf., och fick sitt nu gällande namn av George Taylor. Poskea socotrana ingår i släktet Poskea och familjen grobladsväxter. Inga underarter finns listade i Catalogue of Life.